# Kustosz Pamięci Narodowej
Kustosz Pamięci Narodowej – nagroda przyznawana za szczególnie aktywny udział w upamiętnianiu historii Narodu Polskiego w latach 1939–1989, a także za działalność publiczną zbieżną z ustawowymi celami Instytutu Pamięci Narodowej.

## Historia
Nagroda została ustanowiona w lipcu 2002 przez Prezesa Instytutu Pamięci Narodowej prof. Leona Kieresa na podstawie pomysłu prof. Janusza Kurtyki. Nagroda jest przyznawana co roku, kandydatów do niej mogą wysuwać instytucje, organizacje społeczne i naukowe oraz osoby fizyczne. Zgłaszane mogą być zarówno osoby jak i instytucje. Ma charakter honorowy, a jej laureaci otrzymują tytuł Kustosza Pamięci Narodowej. Nagroda ma przywrócić szacunek dla narodowej przeszłości, chronić wartości, dzięki którym Polska przetrwała przez lata zniewolenia.
W 2020 r. Instytutu Pamięci Narodowej przygotował album prezentujący sylwetki laureatów nagrody „Kustosz Pamięci Narodowej”, który jest dostępny w wersji elektronicznej na stronach IPN. W latach 2002–2020 IPN wyróżnił nagrodą Kustosza Pamięci Narodowej 88 osób i instytucji. Dwudziesta edycja przyznawania nagrody spotkała się z największym odzewem – z całego świata wpłynęło do IPN 200 zgłoszeń kandydatur. Gala wręczania nagród w jubileuszowej XX odbyła się pod Patronatem Narodowym Prezydenta RP Andrzeja Dudy w Stulecie Odzyskania Niepodległości.

## Kapituła
Nagroda przyznawana jest przez Kapitułę w składzie:
- Przewodniczy Kapituły – Prezes IPN,
- Wiceprzewodniczący Kapituły – przewodniczący Kolegium IPN,
- Wiceprzewodniczący Kapituły – dyrektor Archiwum IPN.

Członkowie: Marek Lasota, Dariusz Gabrel, Albin Głowacki, Andrzej Kostrzewski, Tadeusz Krawczak, Jerzy Woźniak. Od 2002 w skład kapituły wchodzą kolejni laureaci nagrody. Od 2009 w skład wchodzą również osoby wskazane przez Kapitułę: Paweł Kurtyka i Ewa Beynar-Czeczott.

## Nagrodzeni
- 2002: Tomasz Strzembosz, Andrzej Zagórski, Elżbieta Zawacka[7].
- 2003: Janusz Zawodny, Komisja Historii Kobiet w Walce o Niepodległość, Studium Polski Podziemnej[8].
- 2004: Władysław Bartoszewski, Zofia Leszczyńska, zespół redakcyjny edycji „Zrzeszenie »Wolność i Niezawisłość« w dokumentach”[9].
- 2005: Stanisław Dąbrowa-Kostka, o. Józef Mońko, Bolesław Nieczuja-Ostrowski, Barbara Otwinowska, Stowarzyszenie „Archiwum Solidarności”[10].
- 2006: Czesława i Eugeniusz Cydzikowie, Andrzej Krzysztof Kunert, Zofia i Zbigniew Romaszewscy, Zakon oo. Paulinów[11].
- 2007: Paweł Jasienica (pośmiertnie), ks. Wacław Karłowicz, Halina Martinowa, Obywatelski Komitet Poszukiwań Mieszkańców Suwalszczyzny Zaginionych w Lipcu 1945 r.[12].
- 2008: Helena Filipionek, Zygmunt Walkowski, Irena i Jadwiga Zappe, Związek Polaków na Białorusi (kierowany przez Andżelikę Borys)[13].
- 2009: Eugenia Maresch, Ludwik Jerzy Rossowski, ks. Czesław Wala, Instytut Józefa Piłsudskiego w Londynie, Instytut Józefa Piłsudskiego w Ameryce, zespół redakcyjny „Zeszytów Historycznych”[14].
- 2010: Tadeusz Isakowicz-Zaleski, Jan Łopuski, Janusz Kurtyka (pośmiertnie), Komitet Katyński, Muzeum Sługi Bożego ks. Jerzego Popiełuszki, Niezależny Komitet Historyczny Badania Zbrodni Katyńskiej[15].
- 2011: Adam Borowski, Adam Macedoński, Ewa i Władysław Siemaszko, Społeczny Komitet Pamięci Górników KWK „Wujek” poległych 16 grudnia 1981 roku, Związek Sybiraków[16].
- 2012: Julien Bryan (pośmiertnie), Zygmunt Goławski, Urszula Ewa Łukomska, Dieter Schenk, Stowarzyszenie „Memoriał”[17].
- 2013: Tadeusz Kukiz, Tomasz Merta (pośmiertnie), Zdzisław Rachtan, Biblioteka Polska w Paryżu, Stowarzyszenie Upamiętniania Polaków Pomordowanych na Wołyniu[18].
- 2014: Roman Aftanazy (pośmiertnie), Czesław Blicharski, Anatol Franciszek Sulik, Oleg Zakirow, Światowy Związek Żołnierzy Armii Krajowej[19].
- 2015: Janusz Krupski (pośmiertnie), Juliusz Kulesza, Kazimierz Piechowski, Zofia i Andrzej Pileccy, Muzeum Polskie w Rapperswilu[20].
- 2016: Janusz Brochwicz-Lewiński, Irena Sandecka (pośmiertnie), Janusz Smaza, Stowarzyszenie Pokolenie, Związek Harcerstwa Rzeczypospolitej[21].
- 2017: Lech Kaczyński (pośmiertnie), o. Antoni Herkulan Wróbel, Janusz Wasylkowski, Stowarzyszenie Upamiętnienia Ofiar Zbrodni Ukraińskich Nacjonalistów, Stowarzyszenie Weteranów Armii Polskiej w Ameryce[22].
- 2018: Bogusław Nizieński, Marlena Piekarska-Olszówka, Anna Rastawicka, Polski Teatr Ludowy we Lwowie, Stowarzyszenie Huta Pieniacka[23].
- 2019: Ryszard Kaczorowski (pośmiertnie), Wanda Półtawska, Janusz Horoszkiewicz, Marek Strok, Polskie Towarzystwo Opieki nad Grobami Wojskowymi we Lwowie[24].
- 2020: Kazimierz Cholewa, Wasyl Haniewicz, Komitet Pamięci Gusen, Andrzej Pityński, Wojciech Ziembiński (pośmiertnie)[25].
- 2021: Jerzy Giza, Czesław Nowak, ks. Władysław Palmowski, oo. redemptoryści pełniący posługę w Radiu Maryja, Muzeum Polskie w Ameryce[26].
- 2022: ks. Adolf Chojnacki (nagroda pośmiertna), Waldemar Kowalski, Edward Müller, Bohdan Jerzy Urbankowski, Grupa Rekonstrukcji Historycznej „First to Fight”[27].
- 2023: Arkadiusz Gołębiewski, ks. infułat Jan Sikorski, Stowarzyszenie Grupa Historyczna „Zgrupowanie Radosław”, Polish Falcons of America, Stanisław Maria Jankowski[28].
- 2024: Tadeusz Wojciech Drwal, o. Franciszek Jan Pająk, bp Władysław Miziołek[29].